# Eria rhodoleuca
Eria rhodoleuca är en orkidéart som beskrevs av Rudolf Schlechter. Eria rhodoleuca ingår i släktet Eria och familjen orkidéer. Inga underarter finns listade i Catalogue of Life.